# Haldi
Haldi és un riu de Bengala Occidental que es forma per la unió dels rius Kasai (Cossye) i Tengrakhali; corre en direcció sud-sud-est fins que desaigua al riu Hugli prop de Nandigaon, uns quilòmetres al sud de la confluència del Rupnarayan i el Hugli, i enfront de Mud Point a Sagar island. És un riu llarg i ample a la desembocadura, i és navegable tot l'any fins al Tengrakhali, però amb dificultats per la presència de bancs d'arena i ràpids. Està connectat al Rupnarayan (al nord) i al Rasulpur (al sud) per un canal navegable.